# Gudunurhalli, Hiriyur
Gudunurhalli là một làng thuộc tehsil Hiriyur, huyện Chitradurga, bang Karnataka, Ấn Độ.